# Måned
 Denne artikel bør gennemlæses af en person med fagkendskab for at sikre den faglige korrekthed.

En måned er det tidsrum, Månen er om at bevæge sig omkring Jorden.[kilde mangler] Det er en astronomisk måned. Alt efter hvordan man definerer et omløb,, skelner man i astronomien mellem Månens sideriske, tropiske, drakonitiske, anomalistiske - og synodiske omløbstid. Disse 5 omløbstider (= måneder) har forskellig længde; de 4 har 27 dage plus et timeantal mellem 7 og 13 timer. Den sidste, den synodiske (månemåned), er tiden fra én nymåne til den næste og er på 29 døgn, 12 timer, 44 minutter og 2,8 sekunder. Forskellen på de cirka to døgn skyldes at Jorden i mellemtiden har flyttet sig i forhold til Solen.
12 synodiske måneder danner basis for et såkaldt frit måneår, der blandt andet bruges i den islamiske kalender. Det frie måneår korrigeres i flere andre kalendersystemer ved indskydelse af skudmåneder (interkalationsmåned), til et bundet måneår (lunisolarkalender).
I Romerriget fik man tidligt et solår, hvor 12 "måneder" skulle svare til et tropisk år (tiden fra forår til næste forår), og dermed indførtes faste månedslængder, som ikke havde relation til den astronomiske Måne. Dette system blev konsekvent indført i den julianske kalender (fra 45 f.Kr.) og er bevaret i den gregorianske kalender. Derfor bruges der i dag  kalendermåneder med fra 28 til 31 dage.
I en sådan solkalender, hvor skudmåneder ikke indføjes, bliver det til gengæld nødvendigt med skuddage.